# Средиземно море
Средиземно море е междуконтинентално море, разположено между Европа на север, Африка на юг и Азия на изток. То е част от Атлантическия океан като се свързва с него чрез Гибралтарския проток на запад и заема площ от около 2,5 млн. km². На североизток чрез протока Дарданели се свързва с Мраморно море, а след това чрез протока Босфор – с Черно море и чрез Керченския проток – с Азовско море, като по този начин последните три морета се включват в неговия водосборен басейн.
Името (на гръцки: Μεσόγειος Θάλασσα; на латински: Mare Mediterranea – букв. море по средата на Земята) е използвано за първи път от античния писател Гай Юлий Солин – според представите по това време, тъй като древните европейски и северноафрикански цивилизации се развиват в басейна именно на това море, което служи като естествен път между тях.
Средната дълбочина на Средиземно море е 1 500 m, а максималната 5 267 m.

## История
Съвременното Средиземно море е остатък от древния океан Тетис, който е бил доста по-широк и се е простирал далеч на изток. Реликти от океана са също Аралско, Каспийско, Черно и Мраморно морета, съответстващи на най-големите му дълбочини. Вероятно Тетис някога е бил изцяло заобиколен от суша, включително между Северна Африка и Иберийския полуостров, като в района на днешния Гибралтарски проток е имало провлак. Подобен сухопътен мост е свързвал Югоизточна Европа с Мала Азия.

### История на мореплаването в Средиземно море
Първите сведения за мореплаване в Средиземно море са от финикийците, макар че мнозина учени смятат, че още homo sapiens преплува с прости лодки морето при Гибралтар. Финикийците проучват целия басейн и създават свои колонии по африканския, испанския и други брегове. Според някои източници те дори прекосяват Гибралтарския проток.
След финикийците елините и египетските мореплаватели продължават морското дело и колонизирането на средиземноморския басейн. Те също създават свои морски колонии, които впоследствие се превръщат в градове.

### Морски битки в Средиземно море
В Средиземно море се провеждат някои от най-грандиозните морски битки в историята. Още от древни времена в морето е развито мореплаването, което означава, че има и вражда между народите плаващи във водите на Средиземно море. Всеки желае контрола над басейна, като още финикийците правят колонии по бреговете му и водят няколко сражения с местните племена в Северна Африка. Морските битки са неизбежни и поради факта, че Средиземно море е свърталище на пирати от африканските брегове и Европа (гръцки, италийски и тракийски). Още през 12 век преди новата ера съществуват пиратски кораби, които атакуват крайбрежните селища с цел грабителство.
По-късно, когато Римската империя овладява басейна на морето, тя ликвидира пиратството, което е голям проблем за корабите на империята. Юлий Цезар се справя с пиратите, като води доста морски сражения с арабските пирати и със силните елински кораби.
В по-късно време се провеждат още много морски битки в Средиземно море, като битката при Лепанто, битката при Негропонт, битката при Спецес и др.

### Търговия в Средиземно море
Търговията в Средиземно море е развита още от древни времена. Първите сведения за търговци, тръгнали по морето в търсене на пазар за стоките си, датират от времето на финикийците, 1200 – 900 г. пр.н.е.
След тях елините, египтяните, персите и римляните също усвояват мореплаването и започват да търгуват със стоки по Средиземно море, като то вече не е преграда, пречеща да се осъществява връзка между племена и народи, както е в праисторическата епоха, а напротив – превръща се в своеобразна „магистрала“, която улеснява тази връзка и обмяната на култура и опит.
По-късно, когато римляните завладяват цялото крайбрежие на Средиземно море, те го използват за превозване на роби, храни и войска до всички части на империята си.
В съвременността Средиземно море също е важен маршрут, свързващ държави като Украйна, България, Грузия, Турция, Гърция, Хърватия, Черна гора и др. със Световния океан и с други държави, като спомага много за превоза на стоки и хора.

## Икономика
Крайбрежието на Средиземно море отдавна е плътно заселено и се отличава с високи нива на селскостопанско развитие (особено в страните, разположени по северните му брегове).
За селското стопанство на средиземноморските страни е характерно производството на цитрусови (около една трета от световния добив), памук, маслодайни растения. В системата на международните търговско-икономически връзки Средиземно море заема специално положение. Намиращо се между три части на света (Европа, Азия и Африка), Средиземно море е важен транспортен път, по който преминават морските връзки на Европа с Азия, Северна Африка, както и с Австралия и Океания.
Транспортното значение на акваторията на Средиземно море за Западна Европа непрекъснато нараства във връзка със засилващата се зависимост на страните в региона от вноса на суровини. Особено голяма е ролята на Средиземно море в превоза на нефт. То е важен „нефтен“ път между Западна Европа и Близкия изток. Дялът на южните европейски пристанища в снабдяването на Западна Европа с нефт постоянно расте (около 40 процента през 1972 г.). Пристанищата на Средиземно море са свързани с тръбопроводи както със страните от Западна Европа, в това число Австрия, Германия, Франция, Швейцария, така и с находищата на нефт в Близкия изток и Северна Африка. Големи са превозите и на различни видове суровини, метални руди и боксит, селскостопански продукти по Суецкия канал, през който преминават връзките на Западна Европа с Азия и Австралия. Най-големите нефтени пристанища в Средиземно море са Марсилия във Франция, Генуа, Аугуста, Триест в Италия, Сидра, Марса Брега в Либия.
Някои от най-натоварените морски маршрути в света преминават през Средиземно море. Изчислено е, че около 220 000 търговски плавателни съда от над 100 бруто регистър тона прекосяват морето всяка година, което е около една трета от общия тонаж на търговските кораби в света. Те често носят опасни товари, което може да доведе до необратими щети за морската среда.
Промиването на цистерните за химични продукти и нефтените отпадъци също са важен източник на замърсяване. Средиземно море представлява 0,7% от площта на Световния океан, но получава 17 процента от световното замърсяване с нефт на морските води. Смята се, че всяка година в морето се изпуска между 100 000 и 150 000 тона суров петрол от транспортните съдове.
В Средиземно море се превозват приблизително 370 000 000 тона петролни продукти годишно (повече от 20% от общото количество за света), с около 250 – 300 танкера преминаващи морето ежедневно. Аварийните нефтени разливи се случват често – средно 10 разлива на година. Голям разлив на нефт може да настъпи по всяко време във всяка част на Средиземно море.
По бреговете на Средиземно море и островите му има многобройни промишлени предприятия. Със суровините, доставяни по море, се развиват химическа и металургична промишленост. Най-големите възли на химическата промишленост в периода 1960 – 1975 г. стават островите Сардиния и Сицилия в Италия, устието на Рона във Франция и др. Започва добива на нефт и газ в шелфа на Средиземно море (северната част на Адриатическо море, крайбрежието на Гърция и др.).
Риболовът в Средиземно море в сравнение с други басейни на Атлантическия океан има второстепенно значение. Индустриализацията на крайбрежията, ръстът на градовете, развитието на зони за туризъм довеждат до интензивното замърсяване на крайбрежните води. Най-известните курорти са тези на Лазурния бряг (Ривиера) във Франция и Италия, Балеарските острови в Испания, курортите по бреговете на Леванта и др.

## Географска характеристика

### Деление, брегова линия, географски параметри, острови, реки
Средиземно море включва в себе си 7 по-малки морета (от запад на изток):
- Алборанско море в най-западната част, между Испания, Мароко и Алжир
- Балеарско море в северозападната част, между Балеарските острови и Пиренейския полуостров
- Лигурско море в северната част, на север от остров Корсика
- Тиренско море в централната част между островите Сицилия, Сардиния и Корсика и Апенинския полуостров
- Адриатическо море в северната част между Апенинския и Балканския полуостров
- Йонийско море в централната част между остров Сицилия, Апенинския и Балканския полуостров
- Егейско море в североизточната част между Балканския полуостров и Мала Азия с Бяло море в северната част и Критско море в южната част, северно от остров Крит.[1]

Съвременни държави, колонии и автономни територии с излаз на Средиземно море са 23 броя:
- Европа 12 държави: Испания, Гибралтар Франция, Монако, Италия, Малта, Словения, Хърватия, Босна и Херцеговина, Черна гора, Албания, Гърция и Турция.
- Азия 6 държави: Турция, Сирия, Кипър, Ливан, Израел и Палестинската автономия.
- Африка 5 държави: Египет, Либия, Тунис, Алжир и Мароко.[1]

Дължина от запад на изток около 3700 km, максимална ширина до 1700 km, площ 2,5 млн. km2, обем 3839 хил. km3, средна дълбочина 1541 m, максимална 5267 m, югозападно от полуостров Пелопонес.
Бреговете му край планинските крайбрежие са предимно стръмни, скалисти, абразивни, а покрай низинните крайбрежия – лагунно-лиманни и делтови. За източното крайбрежие на Адриатическо море е характерен Далматинския тип бряг. Най-големите заливи по крайбрежието му са: Валенсийски, Лионски, Генуезки, Таранто, Коринтски, Анталия, Искендерун, Сидра (Голям Сирт), Габес (Малък Сирт) и др.
Най-големите острови в Средиземно море са:
- в западната част – Балеарски острови, Корсика, Сардиния и др.
- в средната част – Сицилия, Малта, Йонийски острови и др.
- в източната част – Кипър, Крит, Евбея, Родос и др.

### Климат
Средиземноморският климат се определя от положението на морето в субтропичния пояс и се характеризира с голяма специфика, която го отделя като самостоятелен тип климат, характеризиращ се с мека зима и горещо сухо лято.
През зимата над морето се установява център на ниско атмосферно налягане, което предизвиква нестабилно време с чести бури и обилни валежи, студените северни ветрове понижават температурата на въздуха. Наблюдават се местни ветрове – мистрал в Лионския залив и бора в източната част на Адриатическо море. През лятото по-голямата част на Средиземно море е покрита от Азорския антициклон, който определя преобладаването на ясно време със слаба облачност и слаби валежи. През летните месеци има сухи и прашни мъгли, носени от африканския бряг от южния вятър сироко. В източната част на морето се наблюдават устойчиви северни ветрове – етезии.
Средната януарска температура на въздуха варира от 14 – 16 °C по южното крайбрежие до 7 – 10 °C на север, през август – от 22 – 24 °C на север до 25 – 30 °C в южните части на морето. Изпарението от повърхността на Средиземно море достига до 1 250 mm на година (3 130 km³). Относителната влажност на въздуха варира от 50 – 65% през лятото до 65 – 80% през зимата. Облачността през лятото е 0 – 3 бала, през зимата около 6 бала. Средните годишни валежи са 400 mm (около 1000 km³), като количеството варира от 1 100 – 1 300 mm в северозападната част до 50 – 100 mm на югоизток. Минимумът е през юли и август, а максимумът – през декември.
Характерни са миражите, които често се наблюдават в протока Месина (т.н. Фата моргана).
|             | Януари | Февруари | Март | Април | Май | Юни | Юли | Август | Септември | Октомври | Ноември | Декември |
| ----------- | ------ | -------- | ---- | ----- | --- | --- | --- | ------ | --------- | -------- | ------- | -------- |
| Марсилия    | 13     | 13       | 13   | 14    | 16  | 18  | 21  | 22     | 21        | 18       | 16      | 14       |
| Барселона   | 13     | 13       | 13   | 14    | 17  | 20  | 23  | 25     | 23        | 20       | 17      | 15       |
| Валенсия    | 14     | 13       | 14   | 15    | 17  | 21  | 24  | 26     | 24        | 21       | 18      | 15       |
| Неапол      | 15     | 14       | 14   | 15    | 18  | 22  | 25  | 27     | 25        | 22       | 19      | 16       |
| Малага      | 16     | 15       | 15   | 16    | 17  | 20  | 22  | 23     | 22        | 20       | 18      | 16       |
| Гибралтар   | 16     | 15       | 16   | 16    | 17  | 20  | 22  | 22     | 22        | 20       | 18      | 17       |
| Атина       | 16     | 15       | 15   | 16    | 18  | 21  | 24  | 24     | 24        | 21       | 19      | 17       |
| Ираклион    | 16     | 15       | 15   | 16    | 19  | 22  | 24  | 25     | 24        | 22       | 20      | 18       |
| Малта       | 16     | 16       | 15   | 16    | 18  | 21  | 24  | 26     | 25        | 23       | 21      | 18       |
| Пафос       | 18     | 17       | 17   | 18    | 20  | 24  | 26  | 27     | 26        | 24       | 22      | 19       |
| Ларнака     | 18     | 17       | 17   | 18    | 20  | 24  | 26  | 27     | 27        | 25       | 22      | 19       |
| Лимасол     | 18     | 17       | 17   | 18    | 20  | 24  | 26  | 27     | 27        | 25       | 22      | 19       |
| Александрия | 18     | 17       | 17   | 18    | 20  | 23  | 25  | 26     | 26        | 25       | 22      | 20       |
| Тел Авив    | 18     | 17       | 17   | 18    | 21  | 24  | 26  | 28     | 27        | 26       | 23      | 20       |

### Геоложки строеж и релеф на дъното
Дъното на Средиземно море е разделено на няколко котловини с относително стръмни континентални склонове, като дълбочината им е 2 – 4 km. По протежение на бреговете котловините граничат с тясната ивица на шелфа, разширяваща се само между бреговете на Тунис и Сицилия, както и в пределите на Адриатическо море.
Геоморфологически Средиземно море може да се раздели на 3 басейна: западен – Алжиро-Провански басейн с максимална дълбочина над 2 800 m, обединяващ падините на Алборанско, Балеарско и Лигурийско морета, както и падината на Тиренско море – над 3 600 m; централен – над 5 100 m (Централната котловина и падините на Адриатическо и Йонийско морета) и източна – Левантинска, около 4 380 m (падините в източната част, и тези на Егейско и Мраморно морета).
Дъното на някои котловини е покрито с неогенно-антропогенни слоеве (в Балеарско и Лигурийско море с дебелина до 5 – 7 km) от седиментни и вулканични скали. Сред месинските (горен миоцен) седименти на Алжиро-Прованския басейн значително място заема соленосен евапоритов слой с дебелина над 1,5 – 2 km, формиращ структури, характерни за солената тектоника. От двете страни и в центъра на Тиренската котловина се простират няколко големи разлома с принадлежащите им затихнали или активни вулкани, някои от които формират големи подводни планини (Еолийските острови, вулкана Вавилов и др.) Вулканите по края на котловината (в Тосканския архипелаг, на Понцианските острови, Везувий, както и на Еолийските острови) изригват киселинни и алкални потоци от лава, а тези в централната част на Средиземно море, които са по-надълбоко – основни лави (базалти).
Части от Централния и Източния (Левантийски) басейни са запълнени с утаечни пластове, включително и дебел слой речни наноси, по-специално тези на Нил. По дъното на тези басейни по данни на геофизични изследвания са обособяват Хеленската падина и Централния средиземноморски вал – голямо възвишение от 500 до 800 m височина. По протежение на подножието на континенталния склон край Киренайка се простира Либийската падина, много ясно релефно изразена и слабо запълнена с наноси. Котловините на Средиземно море доста се различават по времето на образуването си. Значителната част от Източния (Левантийски) басейн е образувана през мезозоя, Алжирско-Прованския басейн – в края на олигоцена – началото на миоцена, някои други котловини – в началото и средата на миоцена и през плиоцена. В края на миоцена (месинска ера) в по-голямата част от средиземноморския район вече съществуват плитки котловини. Дълбочината на Алжирско-Прованския басейн по време на утаяването на соли в месинската ера е около 1 – 1,5 km. Солите се натрупват в резултат на силното изпаряване и концентрацията на луга поради притока на морска вода в затворения водоем през протока, съществуващ южно от Гибралтар.
Съвременната дълбочина на Тиренската падина е формирана в резултат на спускането на дъното в течение на плиоцена и антропогенния период (последните 5 млн. години). Благодарение на същото относително бързо понижаване възникват и някои други котловини. Образуването на средиземноморските котловини е свързано или с движенията и раздалечаването на континенталната земна кора, или с процесите на уплътняване на земната кора и потъването ѝ. В отделни участъци котловините продължават и до днес процесите на геосинклинално развитие. Дъното на Средиземно море в много райони е перспективно за търсене на находища на нефт и природен газ.
Геоложката история на морето включва и периода на почти пълното му пресъхване – т.нар. Месински солен пик.

### Хидроложки режим
Хидрологичният режим на Средиземно море се формира под влияние на голямото изпарение и общите климатични условия. Преобладаването на разхода на прясна вода над прихода ѝ води до намаляване на нивото, което е причина за постоянния приток на по-малко солени повърхностни води от Атлантическия океан и Черно море. В дълбочинните слоеве на проливите се извършва отток на по-солени води, причинен от разликата в плътността на водата на нивото на теченията им. Основният обмен на водата се извършва през Гибралтарския проток (чието повърхностно течение носи 42,32 хил. km³ вода на година от Атлантическия океан, а дънното – изнася 40,8 хил. km³ вода от Средиземно море). През Дарданелите се вливат и изтичат съответно 350 и 180 km³ вода годишно.
Циркулацията на водите в Средиземно море има най-вече ветрови характер. Тя е представена основно от зоналното Канарско течение, транспортиращо вода предимно по протежение на брега на Африка – от Гибралтарския проток до крайбрежието на Ливан, и от система от кръгови течения в изолираните морета и басейни вляво на това течение. Водите до дълбочина 750 – 1000 m се придвижват еднопосочно с изключение на Левантийското междинно контратечение, пренасящо води от остров Малта покрай Африка до Гибралтарския проток.
Скоростта на постоянните течения в открито море е 0,5 – 1 km/h, в някои проливи – 4,2 km/ч. Средната температура на повърхността на водата през февруари намалява от север на юг от 12,8 до 17 °C в източните и централните части, и от 11 до 15 °C на запад. През август средната температура на водата варира от 19 до 25 °C, в крайните източни части се повишава до 27 – 30 °C. Голямото изпарение води до силно повишаване на солеността. Стойността ѝ се увеличава от запад на изток от 36 до 39,5 ‰. Плътността на водата на повърхността варира от 1,023 – 1,027 г/cm³ през лятото – до 1,027 – 1,029 г/cm³ през зимата. През периода на зимното охлаждане в областите с повишена плътност се развива интензивна конвекция, което води до образуването на междинни топли и силно солени водни слоеве в източната част на морето, в дълбоките води на север в западната му част, и в Адриатическо и Егейско море. По температура и соленост на водите на дъното Средиземното море е едно от най-топлите и солени морета в Световния океан (съответно 12,6 – 13,4 °C и 38,4 – 38,7‰). Относителната прозрачност на водата достига до 50 – 60 m, цветът е наситено син.
Приливите основно са полудневни. Височината им е по-малко от 1 m, но в отделни места при съчетанието им с колебанията на вятърни пориви тя може да достигне до 4 m (залива на Генуа, северното крайбрежие на остров Корсика и др.). В тесните проливи има силни приливни течения (например Месинския пролив). Максималното вълнение на морето се наблюдава през зимата (височината на вълните достига до 6 – 8 m).

## Флора и фауна на Средиземно море
Средиземно море има доста богат животински, а и растителен свят. В него живеят някои редки и застрашени видове, като тюлен монах. В Средиземно море могат да се срещнат риба тон, риба меч и няколко вида акули, включително и бяла акула, която обаче не е местен вид, а по скоро влиза понякога да търси храна и по-топли води.

### Инвазионни видове
В Средиземно море след прокопаването на Суецкия канал навлизат доста видове от Индийския океан и Червено море.
В Средиземно море може да се срещне още и бяла акула, която обаче е по-скоро временно навлизащ вид и не обитава постоянно водите му. Тя обаче е доста опасна за плажуващите по бреговете на Гърция, Франция и Хърватия, където са най-големите курорти в Средиземноморието.

## Средиземно море в картографията
Средиземно море има голямо значение в историята на картографията. Крайбрежието и островите му служат на древните географи за опорни точки при картографирането на земното кълбо. Така например Дисеарк, ученик на Аристотел, на своята карта нанася различните точки според тяхното разстояние от надлъжната ос на Средиземно море (36-ия паралел) и от перпендикуляра към оста, спуснат през остров Родос. На бреговете на Средиземно море са извършени първите астрономически определения на точки (Ератостен и Хипарх) и първото градусно измерване за определяне на размера на Земята (Ератостен измерва дъгата на меридиана между Александрия и Сиена – древното име на египетския град Асуан). Що се отнася до общата карта на Средиземно море, то създаването ѝ става в по-ново време. В древността и Средновековието се използват пътни карти (портулани), които се различават с големи подробности по отношение на различни области и страдат от неточности в географското положение на основните точки. Птолемей прави карта, или по-скоро таблица, с точки на Средиземно море, като посочва ширината и дължината им – както по лични определения, така и по наблюденията на своите предшественици (Ератостен, Хипарх, Марин Тирски). Много от тях по-късно са коригирани от арабския астроном Абул Хасан, като поправените данни се доближават до действителните размери на Средиземно море. Например дължината на надлъжната ос на Средиземноморието при Птолемей е 61°, по арабските таблици – 42°30', като последната стойност се различава от действителната само с 52'. Въпреки това дори и в коригирания си вид таблиците на Птолемей се оказват неверни за много места (до 4° дължина).
В началото на 17 век се появява първият специален труд за Средиземно море на италианския инженер Бартоломео Кресенцион (Della Nautica mediterranaea, Рим, 1602 г.), но той обхваща само практически указания за мореплавателите. Едва в средата на 17 век астрономите започват да обръщат повече внимание на корекцията на Птолемеевите таблици. През 1666 г. Френската академия на науките поръчва на умелия наблюдател Шазел повторно определяне на географските координати на най-важните точки в източната част на Средиземно море. Наблюденията на Шазел значително подобряват картата на Средиземно море, намалявайки грешката в дължината на места до 0,5° (Александрета). Първата пълна карта на Средиземно море с относително точни определения на основните очертания е на капитан Готие, който я съставя въз основа на данни, събрани от него през 1816 – 1819 г. По-късно тази карта е подобрена от Доси и Келер (през 1849 – 1851 г.), както и от съвместната работа на различни мореплаватели, особено френски и британски. През 1881 г. британското Адмиралтейство издава подробни карти на Средиземно море (Mediterranean Sea complied from the most recent surveys), коригирани през 1899 г.

## Туризъм
С уникалното си съчетание от приятен климат, красиво крайбрежие, богата история и разнообразна култура, региона на Средиземно море е най-популярната туристическа дестинация в света, привличайки около една трета от международните туристи на година.
Туризмът е един от най-важните източници на приходи за много средиземноморски страни. Той също така оказва подкрепа на малките населени места в крайбрежните зони и островите като осигурява алтернативни източници на доходи далеч от градските центрове.
Въпреки това туризмът също така играе основна роля в деградацията на околната крайбрежна и морска среда. Бързото развитие е окуражено от средиземноморските правителства с цел привличането на голям брой туристи, посещаващи района всяка година. Но това причинява сериозни сътресения на морските местообитания като например ерозия и замърсяване по много места от средиземноморското крайбрежие.
Туризмът често се концентрира в зони с голямо природно богатство, което води до сериозна заплаха за местообитанията на застрашените средиземноморски видове като морските костенурки и тюлена-монах. Намаляването на природните богатства също така може да доведе до намаляване на стимулите за посещение на туристите.

## Покачване на морското равнище
Към 2100 г., нивото на Средиземно море може да се повиши между 3 и 61 cm в резултат на въздействието на климатичните промени. Това може да окаже неблагоприятно въздействие върху населението по бреговете му:
- Повишаване на нивото на морето ще потопи части от Малта. Покачването на морското равнище ще означава повишаване нивото на солена вода в подпочвените води на Малта и намаляване на наличната питейна вода.[22]
- 30 cm покачване на морското равнище ще наводни 200 km² от делтата на Нил, принуждавайки над 500 хил. египтяни да се изселят.[23]

Крайбрежните екосистеми също изглеждат застрашени от покачването на морското равнище, особено затворените морета като Черно море. Те имат предимно малки и насочени в посока изток-запад коридори на движение, което може да ограничи организмите на север в тези области. Покачването на нивото през следващия век може да бъде между 30 и 100 cm, а температурни изменения от само 0,05 – 0,1 °C в дълбоките води са достатъчни, за да предизвикат значителни промени в богатството на видовете и функционално им разнообразие.